# هنري شو
هنري شو (بالإنجليزية: Henry Shaw)‏ هو محامي وسياسي أمريكي، ولد في 1788 في بوتني في الولايات المتحدة، وتوفي في 17 أكتوبر 1857 في بيكسكيل في الولايات المتحدة. حزبياً، نشط في الحزب الديمقراطي. وقد انتخب عضو جمعية ولاية نيويورك وانتخب عضو مجلس النواب الأمريكي.